# María Isabel Urueña Cuadrado
María Isabel Urueña Cuadrado (León, 1 de julio de 1951 – Alicante, 29 de junio de 2018) fue una compositora, música, poeta, escritora y docente española, que creó y dirigió la única orquesta y coro universitario en la Universidad Carlos III de Madrid.

## Biografía
Nació en León, en el barrio de Santa Ana, siendo la menor de una familia numerosa; sus padres eran ambos maestros vallisoletanos destinados en esa capital. A los seis años, la familia se trasladó a Alicante, pero Urueña mantuvo siempre lazos afectivos y artísticos muy fuertes con su lugar de nacimiento. Residió en distintas ocasiones en Cuba donde se casó y tuvo dos hijos. 
En 2009, se convirtió en la presidenta de la Fundación Almela Solsona, creada en 1991, para la difusión y conservación de la obra artística de Fernando Almela (1947-2009) y Alberto Solsona (1947-1988), labor que siguió ejerciendo tras su traslado a Alicante.
Murió de cáncer en esta ciudad, dejando tras sí una importante obra en el campo de la música, de la enseñanza y de la literatura.

## Trayectoria
Cursó estudios de solfeo, piano, coral y armonía en los conservatorios de Alicante, León y Logroño con Eva García Bernalt, Rafael Casasempere y José Peris. Luego realizó estudios de contrapunto y fuga y el primer año de composición e instrumentación en el conservatorio Pablo Sarasate de Pamplona. El segundo año de esta especialidad lo realizó, como alumna libre, en el Conservatorio Superior de Zaragoza, obteniendo la calificación de sobresaliente, gracias a lo cual accedió directamente al grado superior de composición en el Real Conservatorio Superior de Música de Madrid. Bajo la dirección de Antón García Abril, obtuvo el título de profesora de Armonía, Contrapunto, Fuga, Composición e Instrumentación y se formó durante tres años como directora de orquesta en este mismo centro, en la cátedra de Enrique García Asensio. Con el pianista Pedro Espinosa, con el que mantuvo una gran amistad, perfeccionó el piano.
Sus obras fueron estrenadas en San Sebastián durante las Jornadas de Nueva Música Vasca (1989, 1990, 1991 y 1992), Festival de Música de Rentería (1993), León: Festival de Música Española del siglo XX (1993, 1994 y 2003), Guadalajara, La Rioja, Madrid: Ciclo "Tres Siglos de Piano" en la Real Academia de Bellas Artes y en el ciclo “Conciertos en el Museo”, del Centro para la Difusión de la Música Contemporánea, en la Universidad de Valladolid, en Alicante: Festival de Música Contemporánea (1998), conciertos de la Fundación Juan March (2009), etc. También han sido interpretadas sus composiciones en otros países como Alemania (Frankfurt, 1999), Francia (París, 1999), Italia, durante la celebración de la Semana Española en Roma, Hungría, en el Festival de Otoño de Budapest (1993) y Cuba en el Encuentro Musical de las Américas (1998).
Entre sus intérpretes cabe destacar a los pianistas Pedro Espinosa, Fermín Bernechea y Rosalina Caballín, el Grupo de Cámara de los Pirineos, el Trío Mompou, el Trío Velázquez, la coral Eskifaia, el Coro Nacional de Cuba, el coro Vokal Arts, etc.
Marchó a Cuba, donde vivió algunos años. Allí participó en el festival Musicalia promovido por el Instituto Superior de Arte de La Habana e impartió un taller de composición para dos pianos para jóvenes de este país. Su tesis doctoral aborda precisamente los aspectos musicales de la obra del escritor cubano Alejo Carpentier.
Entre sus composiciones más destacadas están la obra para piano y dos saxofones 32 modos de decir a un extraño, que se estrenó en León en 2004 y Distancias, grabada en CD en 2006 junto con otras obras para piano de autores españoles.
El compositor Cristóbal Halffter la propuso para la versión para dos pianos de su ópera El Quijote, labor que llevó a cabo entre 1998 y 1999 para Universal Editions de Viena, versión que fue estrenada en el 2000. Igualmente en el 2007 elaboró la versión para dos pianos de la ópera Lázaro, del mismo compositor y por encargo de la misma casa editorial.
Desde 1992 hasta 2004 fue Coordinadora de Actividades Musicales en la Universidad Carlos III de Madrid, donde impulsó en 1995 la creación de la Orquesta de la Universidad Carlos III de Madrid, una de las primeras agrupaciones orquestales universitarias de España de la que fue directora titular desde su creación. Bajo su dirección, esta orquesta consiguió el Primer Premio de Orquestas Juveniles de la Feria de Muestras de Madrid en 2003 e impartió conciertos en una multitud de ciudades españolas y europeas: Utrecht, Nijmegen, París, Lyon, Poitiers, Oporto, Coímbra, etc. Durante la temporada 2004-2005 fue invitada por el prestigioso violinista cubano Evelio Tieles a dirigir la Camerata Manuel Saumel, con la que realizó varios conciertos en la ciudad de La Habana.
En la misma Universidad Carlos III, bajo su iniciativa y avalados por el Servicio de Renovación Pedagógica de la Comunidad de Madrid, se iniciaron los cursos para dirección de coro para profesores de enseñanza primaria y secundaria en los que impartió la asignatura de Análisis musical. Asimismo colaboró durante más de veinte años con el Departamento de Humanidades de dicha universidad impartiendo cursos de contenido musical. Entre ellos cabe destacar el que realizaba en colaboración con el Gran Teatro de Liceo de Barcelona, “Opera Oberta”.
En paralelo desarrolló un amplio currículum de actividades académicas en distintas universidades y conservatorios europeos y americanos entre los que destacamos: en 1993 en la Academia Franz Listz de Budapest Curso sobre composición española contemporánea, bajo la cátedra del musicólogo Imre Földes; en 1998 participó en La Habana (Cuba) en el Encuentro Musical de las Américas y Foro de Compositores del Caribe donde presentó además de una ponencia sobre música española, dos de sus composiciones. 
En el curso académico 2004-2005 volvió a La Habana para impartir el Seminario sobre Composición Española del siglo XX en el Instituto Superior de Arte (Facultad de Música). En los años 2005 y 2006 colaboró en el festival Musicalia, auspiciado por el mismo instituto, con el Seminario sobre la influencia del flamenco en el nacionalismo español y con una conferencia sobre la personalidad y la obra del compositor español Cristóbal Halffter. En año 2005 impartió distintos talleres de composición para dos pianos.
en el ámbito escolar, en 1998 inició el “Programa de Canto Infantil Padre Soler”, dedicado a la creación de corales en el ámbito escolar público. Con este programa se han puesto en pie numerosos espectáculos y conciertos infantiles y han participado como colaboradores con producciones operísticas profesionales del Teatro Real de Madrid. Fue directora de este programa hasta el año 2004, continuando vinculada a él con posterioridad.

## Literatura
Ureña era una gran lectora y desarrolló también una importante labor literaria y como correctora de textos para distintos medios. Colaboró como crítica literaria y musical para Radio Nacional de España, El Mundo, La Rioja y otros medios de comunicación, especialmente musicales, Scherzo, Melómano y Da Capo además de trabajar como guionista para diversas editoriales nacionales: Editorial Grafalco, Editorial Everest, etc. En el campo de la creación literaria, publicó en primer lugar novelas para adolescentes, destacando la colección "Cuadernos del Hotel Stradivarius". Más adelante se decantó por la poesía con dos poemarios: Apócrifas codicias (2002) y El beleño en su raíz (2003). Fue una artista polifacética ya que redactó también numerosas guías de viaje de ciudades europeas y sobre Cuba para la Editorial Anaya.

## Reconocimientos
En 2007, fue galardonada con el Premio de Relatos del Ayuntamiento de León, a su cuento Joseph Conrad in memoriam. Unos años más tarde, en 2013, ganó el I Premio de Microrrelatos «Manuel J. Peláez» con Última duda.

## Selección de obras musicales[8]
- 32 modos de decir a un extraño
- Cuarteto urbano en dos movimientos
- Homenaje a Natalia de Koeru
- La muerte de Peter Pan
- Serenata: para voz y guitarra
- Siete canciones para Celia
- Trío para un esqueje